# Liste der Brücken in Berlin/M

## Erläuterung
- (Musterbrücke) = in Klammern gesetzt: namenlose Brücken.
- Musterbrücke = kursiv gesetzt: ehemalige Brücken. (Siehe ausführlich: Aufbau der Listen)

| Fotografie                   | Name der Brücke                                                 | Ortsteil               | Anmerkungen | Lage   |
| ---------------------------- | --------------------------------------------------------------- | ---------------------- | --- | ------ |
|                              | Mäckeritzbrücke                                                 | Charlottenburg-Nord    | Die Mäckeritzbrücke führt in nördlicher Verlängerung des Jungfernheideweges über den Berlin-Spandauer Schifffahrtskanal und geht in die Straße An der Mäckeritzbrücke über. | Karten |
|                              | Marchbrücke                                                     | Charlottenburg         | Die denkmalgeschützte Marchbrücke führt über den Landwehrkanal und verbindet die Marchstraße mit der Franklinstraße. Die steinerne Straßenbrücke stammt aus den Jahren 1911/12 und ist mit einem historischen Turmhaus und zum Fußweg am Kanal mit einem Sandsteinportal ausgestattet. Sie wurde nach Entwürfen von Heinrich Seeling und August Bredtschneider erbaut. | Karten |
|                              | Margaretenbrücke                                                | Malchow / Wartenberg   | Die Margaretenbrücke dient als Fußgängerüberführung über den nördlichen Berliner Außenring. Die Brücke wurde 1991–1992 gebaut. Sie besteht aus Fachwerkträgern, die an zwei Pylonen aufgehängt sind. | Karten |
|                              | Marggraffbrücke                                                 | Baumschulenweg         | Die Marggraffbrücke führt die Köpenicker Landstraße (B 96a) über den Britzer Verbindungskanal, (BVK km 31,31a). Benannt ist die Brücke nach dem Berliner Politiker Arnold Marggraff (1834–1915). Die Brücke ist sanierungsbedürftig, weswegen das Wasserstraßen-Neubauamt Berlin im Jahr 2022 einen Auftrag vergeben hat; geplant ist eine Gesamtbauzeit von fünf Jahren. | Karten |
|                              | Mariannenbrücke, Mariannensteigbrücke                           | Rahnsdorf              | Die Mariannenbrücke ist eine Fußgängerbrücke im Verlauf des Mariannensteigs, die über den Kanal I in Neu-Venedig führt. Sie ist etwa 13 Meter lang und drei Meter breit. | Karten |
|                              | Marie-Elisabeth-Lüders-Steg                                     | Mitte                  | Der als Marie-Elisabeth-Lüders-Steg bezeichnete Spreeübergang ist eine öffentliche Fußgängerbrücke zwischen den Parlamentsneubauten Marie-Elisabeth-Lüders-Haus (MEL) und Paul-Löbe-Haus (PLH) im Bezirk Mitte. Einen amtlichen Namen trägt das Bauwerk bisher nicht, bei den Mitarbeitern des Hauses heißt sie auch „untere Brücke“. Sie überspannt in einem sanften Bogen die Spree. | Karten |
|                              | Märkische-Allee-Brücken                                         | Marzahn                | Die Brücken wurden 1979 dem Verkehr übergeben. Sie führen die Märkische Allee mit der B 158 im südlichen Teil über die Zu- und Abfahrten der Preußischen Ostbahn zum Biesdorfer Kreuz. Die 25 Meter breite Straßenbrücke verfügt über vier Fahrstreifen und zwei Fußsteige. Sie überspannt mit zwei Brückenbauwerken von 130 m (nördlicher Teil über vier Gleise) und 40 m (über zwei Gleise) und einem Zwischensockel (60 × 80 m²) die zwei Gleisanlagen. Da das Straßenland der Märkischen Allee in gesamter Länge zu Marzahn gehört, liegen die Bahnbrücken in diesem Ortsteil. | Karten |
|                              | Märkische Allee-Straßenbrücke                                   | Marzahn                | Die nicht amtlich benannte rund 36 m lange und 21 m breite Straßenbrücke verbindet die südliche Fahrbahn der Straße Alt-Friedrichsfelde kreuzungsfrei mit der hier beginnenden und nordwärts führenden Märkischen Allee. Sie wurde im Zusammenhang mit dem Ausbau der Straße Alt-Friedrichsfelde und der Errichtung der Neubaugebiete in Marzahn angelegt. Es gibt keine Fußstege neben der 16 m breiten Fahrbahn. Die von Süden einbiegende Zufahrt einschließlich der Rampe gehört zum Ortsteil Biesdorf. Das Brückenbauwerk einschließlich der nordwärts führenden Straße gehört zum Ortsteil Marzahn, während die Bezirksgrenze am östlichen Brücken- und Straßenrand liegt. | Karten |
|                              | Marschallbrücke                                                 | Mitte                  | Die Marschallbrücke ist eine Brücke über die Spree, die die Luisenstraße mit der Wilhelmstraße verbindet. Die heutige Konstruktion basiert auf einem Bauwerk aus den Jahren 1881/1882. | Karten |
|                              | Marx-Engels-Brücke                                              | Mitte                  | siehe Schloßbrücke (Berlin-Mitte) |        |
|                              | Marzahner Brücken                                               | Marzahn                | Die Marzahner Brücken sind ein 1977 fertiggestellter Straßenbrückenkomplex im Verlauf der Landsberger Allee im Berliner Bezirk Marzahn-Hellersdorf. Drei parallele Brückenpaare überqueren zwei getrennte Gleisanlagen (Berliner Außenring und Wriezener Bahn) mit der dazwischen verlaufenden Frank-Schweitzer-Straße sowie die Märkische Allee, ein Teilstück der Bundesstraße 158. Das obere Bild zeigt den Gesamtkomplex, das untere den Teilbereich über der Frank-Schweitzer-Straße. | Karten |
|                              | Maselake-Klappbrücke                                            | Hakenfelde             | Die Klappbrücke ist eine Fußgänger- und Radfahrer-Brücke über die Maselakebucht. Sie besteht aus 3 Feldern. Das Mittelfeld wurde als Klappbrücke hergestellt, um die Zufahrt zum Hafen der Maselakebucht sicherzustellen. | Karten |
|                              | Maselakekanalsteg                                               | Hakenfelde             | Die Fußgänger- und Radfahrer-Brücke führt über den Maselakekanal. Der Havelseenweg in Spandau ist einer der 20 grünen Hauptwege und führt über diesen Steg an der Westseite der Havel. In Verlängerung der Boca-Raton-Straße ist (wohl) auch der Name Boca-Raton-Steg im Gebrauch.der Wasserstadt Spandau wurde diese Fußgängerbrücke über Maselakekanal errichtet. Der Brückenüberbau überspannte von 1965 bis zur deutschen Wiedervereinigung (1990) in Steinstücken, zwischen Bernhard-Beyer-Straße und Am Landeplatz, die zur DDR gehörende Bahntrasse. 2005 fand er die neue Verwendung in der Spandauer Wasserstadt im Zusammenhang mit den hier er bauten Wohnhäusern. | Karten |
|                              | Massantebrücke                                                  | Rudow                  | Die heutige Massantebrücke ist eine Straßenbrücke am Hafen Rudow-West über den Teltowkanal am Kilometer 32,34 der künstlichen Wasserstraße. Gebaut wurde sie als stählerne Stabbogenbrücke mit eingehängter Brückentafel im Jahr 2003. Sie führt die Stubenrauchstraße zwischen Rudow und Johannisthal über den Kanal. Unmittelbar östlich anschließend überquert die Stubenrauchstraße mit der Herman-Gladenbeck-Brücke die A 113. Friedrich Karl Massante, Gemeindevorsteher von Rudow und Mitglied der Kreis-Kanalkommission, ist der Namensgeber der Brücke. | Karten |
|                              | Mauerwegbrücke                                                  | Heiligensee            | Die Brücke führt den Berliner Mauerweg über die Bundesautobahn 111 am ehemaligen Transit-Grenzübergang Heiligensee. Bis 1979 überspannte sie die Tauentzienstraße am Europa-Center. | Karten |
|                              | Mehringbrücke                                                   | Kreuzberg              | Die Spannbeton-Balkenbrücke führt den Straßenzug Mehringdamm/Wilhelmstraße über den Landwehrkanal und verbindet das Tempelhofer Ufer mit dem Halleschen Ufer. Die sechsspurige und stark frequentierte Straßenbrücke wurde erst zwischen 1968 und 1974 erbaut, beide verbundenen Straßen wurden dazu weiträumig hierher verschwenkt, eine Vorgängerbrücke gab es an dieser Stelle nicht. Sie trägt den Namen des Publizisten und Politikers Franz Mehring. Zwischen 1947 und 1974 hieß die Hallesche-Tor-Brücke Mehringbrücke. | Karten |
|                              | Melanchthonbrücke                                               | Kreuzberg              | Sie ist eine ehemalige Straßenbrücke über den Landwehrkanal vom Südufer zur Ladeinsel des gleichfalls nicht mehr vorhandenen Urbanhafens. Die Brücke wurde bei den Erweiterungsbauten des Urbankrankenhauses 1957 weggesprengt. |        |
| Die Melchiorbrücke anno 1886 | Melchiorbrücke                                                  | Kreuzberg              | Diese Brücke über den Luisenstädtischen Kanal entstand 1886 nach Plänen des Architekten Paul Gottheiner und führte die Melchiorstraße über das Wasser. Sie verband das Engelufer mit dem Bethanien- /Mariannenufer und der St.-Thomas-Kirche. Straße und Brücke gehörten damals zu Alt-Berlin und zum Stadtbezirk 138. |        |
|                              | Messedammbrücke                                                 | Westend                | Die Messedammbrücke führt den Messedamm über das Messegleis, die Spandauer Vorortbahn, die Ruhlebener Verbindungsbahn und die Cordesstraße. Von der Messedammbrücke besteht ein Zugang zum S-Bahnhof Messe Süd. | Karten |
|                              | Michaelbrücke                                                   | Friedrichshain / Mitte | Die Michaelbrücke ist eine feste Spreequerung, die eine erste aus dem Ende des 19. Jahrhunderts stammende Brücke ersetzt. Sie verbindet die Luisenstadt im Ortsteil Mitte mit Friedrichshain. | Karten |
|                              | Minna-Todenhagen-Brücke                                         | Oberschöneweide        | Die Minna-Todenhagen-Brücke verbindet die Rummelsburger Landstraße/Rummelsburger Straße in Oberschöneweide mit der Köpenicker Landstraße in Niederschöneweide. Sie wurde im Dezember 2017 eröffnet. Die Stahlverbundbrücke ist 420 m lang und hat einschließlich der Rad- und Gehwege eine Breite von 28,80 m. | Karten |
|                              | Moabiter Brücke                                                 | Moabit / Hansaviertel  | Die Moabiter Brücke ist eine Steinbrücke, die die Ortsteile Hansaviertel und Moabit miteinander verbindet. Die Brücke bildet den Übergang zwischen Bartningallee und Kirchstraße und führt über die Spree. Aufgrund der bis zum Zweiten Weltkrieg und seit 1981 wieder vorhandenen Bärenskulpturen ist sie auch unter dem Namen Bärenbrücke bekannt. | Karten |
|                              | Möckernbrücke                                                   | Kreuzberg              | Die Möckernbrücke im Bezirk Friedrichshain-Kreuzberg führt die Möckernstraße zwischen Halleschem Ufer und Tempelhofer Ufer über den Landwehrkanal; sie wird ihrerseits vom Viadukt der U-Bahn überquert. | Karten |
|                              | Modersohnbrücke                                                 | Friedrichshain         | Die Brücke wurde in den Jahren 1913 und 1914 als Hohenlohebrücke von der Königlichen Eisenbahndirektion Berlin erbaut. Sie führt die (heutige) Modersohnstraße über die vielgleisige Berliner Stadtbahn. 1951 wurde die Brücke gemeinsam mit der Hohenlohestraße umbenannt, nachdem sie den Zweiten Weltkrieg fast unversehrt überstanden hatte. Zwischen 1999 und 2000 gab es hier eine provisorische Fußgängerbrücke. 2000 bis 2002 erfolgte der Neubau als Stabbogenbrücke mit einer Länge von 71,09 und einer Breite von 20,36 Metern. Die Gestaltung übernahm der Berliner Architekt Hans-Günther Rogalla. | Karten |
|                              | Mohrenbrücke                                                    | Alt-Berlin             | Sie führt über den Festungsgraben, im Verlauf der Mohrenstraße; die Mohrenkolonnaden wurden beidseits als Begrenzung aufgestellt, um den Blick in den Abwasserkanal zu verdecken. |        |
|                              | Möllentorsteg                                                   | Spandau                | Fuß- und Radwegbrücke über den Mühlengraben, verbindet den Wröhmännerpark mit der Altstadt Spandau. 1957 als Stahlbetonbrücke errichtet und zwischen 2008 und 2011 wegen erheblicher Schäden abgerissen und neu gebaut. Die Brücke ist Teil des Havelradweges. – Ihr Name leitet sich von einem bis 1639 in der Stadtbefestigung Spandaus vorhandenem Mühlentor (altdeutsch Mölle für Mühle) ab. Das Tor war uch Namensgeber des Möllentordamms. | Karten |
|                              | Moltkebrücke                                                    | Moabit / Tiergarten    | Die Moltkebrücke ist eine Straßenbrücke mit tragender Stahlkonstruktion auf Steinpfeilern und führt im Bezirk Mitte über die Spree. Die mit rotem Sandstein verblendete Brücke verbindet die über sie verlaufende Willy-Brandt-Straße mit der Straße Alt-Moabit und damit das Regierungs- und Parlamentsviertel im Spreebogen im Ortsteil Tiergarten mit dem Moabiter Werder und dem Hauptbahnhof im Ortsteil Moabit. Unmittelbar an das südwestliche Brückenende schließt das Gelände des Bundeskanzleramtes an. Die Moltkebrücke steht unter Denkmalschutz. | Karten |
|                              | Moltkestraßenbrücke                                             | Lichterfelde           | Die Moltkestraßenbrücke führt den Straßenzug Enzianstraße / Moltkestraße über die Stammbahn. Von der Brücke besteht Zugang zum S-Bahnhof Botanischer Garten. | Karten |
|                              | Monbijoubrücke                                                  | Mitte                  | Die denkmalgeschützte Monbijoubrücke wurde 1902–1904 über beide Spreearme errichtet und verbindet die Monbijoustraße über die Spitze der Museumsinsel mit der Straße Am Kupfergraben. Der nördliche Teil der Doppelbrücke entstand nach jahrelangem Provisorium als Rekonstruktion im Jahr 2006. | Karten |
|                              | Monumentenbrücke                                                | Schöneberg             | Die mit Pollern ausgestattete Straßenbrücke führt die Monumentenstraße über die breiten Trassen der Nord-Süd-Fernbahn und der Anhalter Vorortbahn (S-Bahn). Sie liegt auf der Grenze zu Kreuzberg und bildet einen Ostausgang der von Gleisanlagen umschlossenen Roten Insel. Die denkmalgeschützte stählerne Balkenbrücke wurde 1929/30 nach Entwürfen von Carl und Ewald Usinger erbaut. Sie ist nach dem „Monument“ (= Nationaldenkmal) auf dem Kreuzberg benannt, das im Blickpunkt der Straße liegt. Aufgrund der einsehbaren Trassen ist die Brücke ein beliebter Treffpunkt von Eisenbahnfreunden zum Fotografieren von ICE-Testfahrten oder von Museumszügen des Technikmuseums, das eine alte Bahnhalle an der Brücke als Depot für Kommunalverkehr nutzt. 2016 wurde auf der Brücke der Asphalt neu aufgetragen und anschließend Richtung Kreuzberg eine Radstreifenmarkierung aufgemalt, die den Radverkehr jedoch in die Fahrbahn und damit in den Autoverkehr leitete und an einem Parkstreifen entlang führt. Der ADFC kritisierte die Führung als gefährlich und forderte eine Prüfung zur Umwidmung der Brücke als Fahrradstraße. Kritik kam außerdem von den Initiatoren des Initiative Volksentscheid Fahrrad. Commons | Karten |
|                              | Moritzbrücke                                                    | Spandau                | Die Moritzbrücke ist eine massive steinerne Bogenbrücke aus dem Jahr 1893/1895 und überspannt den Mühlengraben, der die Stadtmauer Alt-Spandaus begrenzte. Sie führt die Moritzstraße über den Graben. Der Brücken- und Straßenname geht auf die 1920 abgerissene Moritzkirche zurück. | Karten |
|                              | Mörschbrücke                                                    | Charlottenburg         | Die Mörschbrücke ist eine Straßenbrücke über den Westhafenkanal und überquert den Kanal unmittelbar vor seiner Mündung in die Spree. Über die Brücke führt der Tegeler Weg. In der Nähe befinden sich der Jakob-Kaiser-Platz, der Bahnhof Berlin-Jungfernheide und der Schlossgarten Charlottenburg. Die Brücke ist benannt nach dem Bauingenieur Emil Mörsch, einem Pionier des Stahlbetonbaus. | Karten |
|                              | (Museumsinsel) (Eisenbahnbrücke), südlicher und nördlicher Teil | Mitte                  | Die von Südwesten nach Nordosten quer über die Museumsinsel führende Brücke trägt die Gleisanlagen der Berliner Stadtbahn (S-Bahn und Fernbahn). Sie überbrückt in zwei Teilen den Kupfergraben und die Spree. Es handelt sich um eine mehrbogige Stein- und Stahlkonstruktion, die auf dem Wall der früheren Stadtmauer verläuft. Die Gesamtlänge beträgt rund 260 m; der über den nördlichen Spreearm reichende Teil ist dabei 67 m, der südliche ca. 49 m lang. Die Konstruktion hat eine Gesamtbreite von rund 22 m. | Karten |
| Die Mussehlbrücke 1906       | Mussehlbrücke                                                   | Tempelhof              | Die Mussehlbrücke überquert den Teltowkanal (Kilometer 25,31) und die Bahntrasse der Neukölln-Mittenwalder Eisenbahn (NME). Über die Mussehlbrücke führt die Gottlieb-Dunkel-Straße. Hoch über die Mussehlbrücke verläuft die A 100 mit der Anschlussstelle Gradestraße und der Gottlieb-Dunkel-Brücke. Die erste Brücke entstand 1906 als Stahlfachwerkbrücke (siehe Bild) unter dem Namen „Rixdorf-Mariendorfer Wegebrücke“. Die heutige Balkenbrücke wurde zwischen 1967 und 1970 gebaut. Benannt wurde sie nach Friedrich Mussehl (* 23. November 1855; † 24. Dezember 1912), Amts- und Gemeindevorsteher von Tempelhof und Mitglied der Kreis-Kanalkommission. | Karten |
|                              | Mühlendammbrücke                                                | Mitte                  | Die Mühlendammbrücke ist ein die Spree überquerendes Straßenstück zwischen Gertraudenstraße und Molkenmarkt. Ihre Entstehungsgeschichte hängt mit der Lage an einem Handelsweg zwischen dem Barnim und dem Teltow zusammen, der an dieser schmalen und flachen Stelle den Spreefluss kreuzte. Im 13. Jahrhundert wurde zur Verbindung der Orte Cölln und Alt-Berlin ein Knüppeldamm in der Furt angelegt, an dem Mühlen die Wasserkraft nutzten. Der Damm erhielt die Bezeichnung Mühlendamm. Über die weiteren Stationen der Anlage eines Wehrs, einer Schleuse und einer Bebauung erfolgten häufige Veränderungen der Spreequerung. Die heutige Spannbetonbrücke stammt aus dem Jahr 1968 und ist Teil der Ost-West-Straßenverbindung im Berliner Stadtzentrum. | Karten |
|                              | Mühlensteg                                                      | Tegel                  | Der Mühlensteg verbindet die Humboldtinsel im Nordosten mit dem Festland. Die Stahl-Fachwerk-Konstruktion ist Fußgängern und Radfahrern vorbehalten. Sein Name leitet sich von dem Mühlengraben ab, den der Steg überspannt. Er ist etwa 25 Meter lang, rund 2,30 Meter breit, das Mittelteil kann mittels eines Lastarms aus schifffahrtstechnischen Gründen aufgeklappt werden, im geschlossenen Zustand beträgt die Durchfahrtshöhe bei Mittelwasser 2,20 Meter. | Karten |
|                              | Mühlenstraßenbrücke                                             | Friedrichshagen        | Diese Brücke führt die im Nordbereich des Köpenicker Ortsteils gelegene Mühlenstraße über das Neuenhagener Mühlenfließ, das auch als Erpe bezeichnet wird. Sie ist etwa 23 Meter lang und 5 Meter breit. | Karten |
|                              | Mühlenwegbrücke                                                 | Mitte                  | Die Mühlenwegbrücke war eine 4,5 Meter breite Fußgängerbrücke über das Große Gerinne am Mühlendamm und führte von der Burgstraße (im Bildhintergrund rechts) zur Breiten Straße. Die Brücke wurde durch ausgesteifte Bogenträger mit architektonisch aufwändig gestalteten Portalen und Geländern optisch hervorgehoben. |        |